# Wilcox, Saskatchewan
Wilcox är en ort i Kanada.   Den ligger i provinsen Saskatchewan, i den sydöstra delen av landet, 2 200 km väster om huvudstaden Ottawa. Wilcox ligger 576 meter över havet och antalet invånare är 322. Den ligger vid sjön Tatagwa Lake.
Terrängen runt Wilcox är mycket platt. Trakten runt Wilcox är nära nog obefolkad, med mindre än två invånare per kvadratkilometer.. Närmaste större samhälle är Rouleau, 17,0 km nordväst om Wilcox.
Trakten runt Wilcox består till största delen av jordbruksmark.